# Hôpital de jour
 (mars 2022).
Si vous disposez d'ouvrages ou d'articles de référence ou si vous connaissez des sites web de qualité traitant du thème abordé ici, merci de compléter l'article en donnant les références utiles à sa vérifiabilité et en les liant à la section « Notes et références ».
Un hôpital de jour est un établissement, ou une partie d'un établissement hospitalier, qui accueille ses patients durant une matinée, un après-midi voire une journée complète, afin de réaliser des soins ou examens qui nécessitent la proximité d'un plateau technique, sans pour autant devoir être hospitalisés plusieurs jours, dans le cadre de maladies chroniques le plus souvent.
Les hôpitaux de jours sont de plus en plus nombreux, car ils permettent de désengorger les services hospitaliers tout en offrant un certain confort aux malades, qui ne sont plus obligés d'être hospitalisés pour la même efficacité en termes de soins.
Les prestations d'hôpital de jour sont des prestations de soins et services hospitalier qui peuvent être rendues dans la journée sans hébergement, si l'état de santé du patient le permet.

## Historique
Selon Radu Clit, l'hôpital de jour est une invention de la psychiatrie soviétique à l'époque stalinienne, plus précisément des années 1930. Il n'a été intégré par la psychiatrie occidentale qu'après la Seconde Guerre mondiale, et en France notamment par le courant de la psychothérapie institutionnelle. Ce n'est que dans un deuxième temps qu'il a intéressé d'autres spécialités de la médecine[réf. souhaitée].